# Loropéni (département)
Pour les articles homonymes, voir Loropéni.
Loropéni est un département et une commune rurale de la province du Poni, situé dans la région du Sud-Ouest au Burkina Faso.

## Géographie

### Démographie
- En 2006, le département comptait 45 191 habitants recensés[3].
- En 2019, le département comptait 61 919 habitants recensés[2].

## Administration

### Chef-lieu et préfecture
Le village de Loropéni est le chef-lieu du département, administrativement dirigé par un préfet nommé par le gouvernement pour représenter localement l’État burkinabé. Sous l’autorité du haut-commissaire de la province et du gouverneur de la région, il organise les services déconcentrés de l’État, il prend en charge la gestion des espaces ruraux non urbanisés qui ne sont pas encore de compétence communale, ainsi que la concertation avec les autres collectivités voisine de la province ou la région, notamment pour les infrastructures et la protection de l'environnement et de la sécurité publique.
| Période | Période  | Identité | Fonction précédente | Observation |
| ------- | -------- | -------- | ------------------- | ----------- |
|         | En cours |          |                     |             |

### Mairie
| Période                                  | Période  | Identité     | Étiquette | Qualité |
| ---------------------------------------- | -------- | ------------ | --------- | ------- |
| 2016                                     | En cours | Sié W. Pooda |           |         |
| Les données manquantes sont à compléter. |          |              |           |         |

### Villages
Le département et la commune rurale de Loropéni est administrativement composé de soixante-dix villages, dont le village chef-lieu homonyme (données de populations consolidées en 2012 issues du recensement général de 2006) :
- Bakénao (378 habitants)
- Barkoura (567 habitants)
- Barryèra (211 habitants)
- Békora (317 habitants)
- Békora-Kpantionao (472 habitants)
- Bondora (206 habitants)
- Bonkolou (417 habitants)
- Bopta (261 habitants)
- Dakoura (280 habitants)
- Dimolo (1 260 habitants)
- Dipéo (819 habitants)
- Djégbanao (207 habitants)
- Djégonao (698 habitants)
- Dougasso (417 habitants)
- Dountéla (306 habitants)
- Filandé (1 196 habitants)
- Foutara (416 habitants)
- Hobikoko (304 habitants)
- Inguilbo (392 habitants)
- Irina (618 habitants)
- Kabaniora (280 habitants)
- Kassita (757 habitants)
- Koro (2 043 habitants)
- Kpanlou (343 habitants)
- Kpantionao (832 habitants)
- Kpanyèra (723 habitants)
- Kpèra (531 habitants)
- Kpidara (487 habitants)
- Kpossara (123 habitants)
- Lakar (162 habitants)
- Laura (177 habitants)
- Lerbi (349 habitants)
- Lerbira (329 habitants)
- Lokosso-Dioula (956 habitants)
- Lokosso-Gan (1 045 habitants)
- Loropéni (5 188 habitants), chef-lieu
- Minièra (322 habitants)
- Nakanhoura (507 habitants)
- Nambi (996 habitants)
- Nantira (370 habitants)
- Niantana (476 habitants)
- Niofrèra (919 habitants)
- N’Tonkira (235 habitants)
- Obiré (1 212 habitants)
- Ollongo (595 habitants)
- Perkouna (412 habitants)
- Pokarana (801 habitants)
- Pourtionao (9 habitants)
- Sagué (323 habitants)
- Sandokoro (309 habitants)
- Sarandaye (232 habitants)
- Silapinéra (223 habitants)
- Silara (240 habitants)
- Sinara (598 habitants)
- Soronkina (728 habitants)
- Soukèra (365 habitants)
- Tako (956 habitants)
- Tako-Yoyora (661 habitants)
- Tangourbi (454 habitants)
- Tapira (905 habitants)
- Tiéfindougou (943 habitants)
- Tikéra (562 habitants)
- Tinkira (817 habitants)
- Tiogagara (1 072 habitants)
- Tiopanao (323 habitants)
- Tiosséra (302 habitants)
- Toimbi (339 habitants)
- Toumpéra (166 habitants)
- Trimbio (1 172 habitants)
- Yérifoula-Dioula (1 350 habitants)
- Yérifoula-Gan (1 058 habitants)
- Zono (181 habitants)